# Elmar Mock
Pour les articles homonymes, voir Mock.
Elmar Mock, né à La Chaux-de-Fonds le 2 février 1954, d’un père autrichien et d’une mère suisse, ingénieur horloger suisse de formation avec une spécialisation en polymère, est un créateur industriel et un serial inventeur.

## Biographie

### Études
Elmar Mock est un ingénieur en microtechnique diplômé de l’École technique supérieure de Bienne en 1976. Il est embauché par l'ETA Manufacture Horlogère. Il suit une année de post-formation sur les matériaux synthétiques en Argovie financée par son employeur à condition de revenir travailler deux ans dans l'entreprise.

### Inventeur et créateur industriel
Elmar Mock est avec Jacques Müller le co-inventeur de la montre Swatch, sous la direction de Ernst Thomke à au début des années 1980 qui a révolutionné l'industrie horlogère suisse alors en perte de vitesse face à la concurrence des montres à quartz japonaises à bas coût et fiables. Ils ont l'idée d'acheter une machine qui soude le plastique pour comprendre cette technologie. Le but est de faire un prototype a base de matières plastiques en faisant un produit non démontable et non réparable,,. Les montres classiques nécessitaient alors 91 pièces, la Swatch n'a que 51 pièces ce qui permet de réduire les coûts. Le mouvement est greffé sur le boîtier, le bracelet est en polyuréthane, le tout est assemblé en un seul bloc et la technique du soudage par ultrasons introduite par Elmar Mock permet fixer le "verre" de montre en plexiglas au boîtier et de la rendre résistante et étanche mais aussi irréparable,. La montre sera vendue à 500 000 exemplaires la 1re année pour un prix entre 39,90 et 49,90 francs suisses et un coût de production de 5 francs suisses. En 2018, plus de 700 millions de montres ont été vendues dans le monde.
Il travaille ensuite sur la montre Rockwatch qui a la particularité d'avoir un cadran tout en granite des Alpes de Tissot. De fait de la matière, chaque montre est unique.
Il quitte l’horlogerie et de fonde à Bienne sa propre société d'ingénierie en innovation et créativité et développement de produits appelée Createc en 1986 qui allait devenir par la suite Creaholic. En 2018, la société emploie 55 personnes après la prise de partenariat de 5% avec Swissom et travaille pour des firmes comme Ikea, Leica, Lufthansa ou BMW,.
Il est le co-inventeur de plus de 180 familles de brevet dans le domaine de l'horlogerie, de l’automobile, de l’alimentation ou des produits pharmaceutiques, et à la base de 750 projets et 8 start-up. Il est considéré comme le vétéran de l'innovation helvétique.
Il fait partie en 2009 du « forum des 100 personnalités qui font la Suisse romande », dressé chaque année par le mensuel l'Hebdo. La vidéo de son intervention sur la "créativité de rupture" est disponible sur le site du Forum des 100.
En 2017, il est finaliste pour le prix de l'inventeur européen dans la catégorie - œuvre d'une vie - décerné par l'office européen des brevets,. Selon Benoît Battistelli, l'ancien président de l'office « Elmar Mock a toujours osé défier le statu quo ». En 2019, il devient pour l'office membre du jury d'experts évaluant les propositions pour ce prix.
Elmar Mock est actif dans 6 start-up, notamment dans Gjosa une société active dans l'économie d'eau.

## Prix et distinctions
- 2009, Forum des 100, Lausanne
- 2010, Prix Gaïa dans la catégorie artisanat-création[23] avec Jacques Müller pour l'invention de la Swatch[24]
- 2014, Prix essai scientifique FNEG, Marseille
- 2017 finaliste pour le prix européen de l'inventeur

## Documentaire
Elmar Mock. Ingénieur, "serial inventeur". La légende Swatch. 2024 Plans fixes,